# Mesochorus campestris
Mesochorus campestris là một loài tò vò trong họ Ichneumonidae.